# Florence Chenoweth
Pour les articles homonymes, voir Chenoweth.
Florence Alletta Chenoweth (née le 2 avril 1945 à Robertsport et morte le 26 juin 2023) est une femme politique libérienne et une spécialiste de l'agriculture et de la sécurité alimentaire. En tant que ministre de l'Agriculture du Liberia, elle est la première femme à occuper un tel poste en Afrique. Elle occupe aussi plusieurs postes de direction au sein de l'Organisation des Nations unies pour l'alimentation et l'agriculture (FAO).

## Début de carrière
Chenoweth est née à Robertsport, au Liberia. Elle obtient un Bachelor of Science de l'université du Liberia en 1967 ainsi qu'une maîtrise en économie agricole de l'Université du Wisconsin à Madison aux États-Unis en 1970. De retour au Liberia, elle occupe divers emplois au ministère de l'Agriculture jusqu'en 1977, date à laquelle elle a été nommée ministre de l'Agriculture du Liberia. Elle est la première femme à occuper le poste de ministre de l’Agriculture en Afrique et est à l’époque la seule femme ministre de l’Agriculture au monde. Participant à la Conférence biennale des ministres de l'agriculture de la FAO au siège de l'organisation onusienne à Rome, elle rencontre quelques difficultés lors d'une visite officielle des ministres au Vatican. L'entrée lui est brièvement refusée, les gardes lui ayant répondu que « ce n'était pas pour les épouses ».

## Départ du Liberia
Le 14 avril 1979, Monrovia, la capitale du Liberia, connaît d'importantes émeutes qui ont fait une quarantaine de morts et 35 millions de dollars de dégâts matériels. Bien que les émeutes semblent avoir été manipulées politiquement, la cause initiale est une décision du président William Tolbert, sur les conseils de Chenoweth, d'augmenter le prix du riz. Le riz représente une ponction majeure sur les réserves de change et Chenoweth fait valoir que l'augmentation du prix encouragerait les riziculteurs locaux à augmenter leur production et à promouvoir l'autosuffisance. Cependant, non seulement le riz est un élément majeur de l'alimentation urbaine des Libériens, mais le président est un grand producteur de riz, les dirigeants de l'opposition affirment alors que le prix est augmenté uniquement pour lui bénéficier.
Les émeutes du riz peuvent être considérées comme un facteur ayant conduit au coup d'État un an plus tard lorsque Samuel Doe prend le pouvoir. Tolbert est tué lors du coup d'État du 12 avril et 13 membres de l'Administration, dont le vice-ministre de l'Agriculture, sont exécutés dix jours plus tard. Avertie que sa vie était en danger, Chenoweth se cache dans un placard de sa maison et attend la nuit tombée avant de s'enfuir. Elle réussit à s'échapper et accompagne ses enfants en sécurité en Sierra Leone, avant qu'ils ne se dirigent vers les États-Unis.
Après son arrivée aux États-Unis, elle travaille pour la Banque mondiale, d'abord en Zambie puis à Washington. En 1986, elle obtient un doctorat en ressources foncières, toujours à l'Université du Wisconsin à Madison, avec une thèse sur « La réponse des petits agriculteurs aux incitations économiques : une étude de cas de petits agriculteurs au Liberia ». En 1995, elle rejoint la FAO en tant que représentante en Gambie. Par la suite, elle ouvre le premier bureau de la FAO en Afrique du Sud après la fin de l'apartheid. En 2001, elle est chargée de la liaison de la FAO avec les Nations Unies à New York, poste qu'elle occupe jusqu'en 2007.

## Retour au Liberia
En 2009, Chenoweth entame un deuxième mandat en tant que ministre de l'Agriculture au Liberia, occupant ce poste jusqu'à sa démission en 2015. En janvier 2013, elle est suspendue de ses fonctions pendant un mois par la présidente Ellen Johnson Sirleaf, à la suite d'un scandale lié à la délivrance corrompue de permis forestiers. Même s'il n'est pas allégué qu'elle en a profité personnellement, Chenoweth est accusée de ne pas avoir assuré une surveillance et une diligence raisonnables lors de la délivrance des permis. Au cours de son mandat, elle met en œuvre une campagne « Retour au sol » au Liberia pour autonomiser les agricultrices rurales, permettant la hausse de la production de riz et de manioc.
Chenoweth décède le 26 juin 2023, à l'âge de 78 ans, des suites de la maladie d'Alzheimer.

## Distinctions
- Florence Chenoweth reçoit un diplôme honorifique de son alma mater, l'Université du Wisconsin-Madison, à la suite d'une nomination d'un semestre en 2007 en tant que visiteuse internationale distinguée. L’université souligne son « travail militant inspirant pour réduire la faim dans le monde »[2]. Elle reçoit un Distinguished Alumni Award de l'université en 2005[10].
- The Hunger Project l'a nomme lauréate du Prix Afrique en 2011 pour l'amélioration des moyens de subsistance des agricultrices. Elle a encouragé la production alimentaire nationale au Libéria, où de nombreuses personnes souffrent de sous-alimentation[11].
- Elle est ambassadrice mondiale de Vital Voices et de Bank of America[12].